# غدد ليمفاوية نكفية عميقة تحت الأذن
الغدد الليمفاوية النكفية العميقة تحت الأذن (بالإنجليزية: Infraauricular deep parotid lymph nodes)‏ هي مجموعة من الغدد الليمفاوية الموجودة تحت الأذن.وتمتد من تحت شحمة الأذن نزولاً.

## التواجد
توجد مجموعة من الغدد الليمفاوية التي تغطي منطقة معينة تمتد من الرأس والرقبة ويدل انتفاخها على حدوث عدد من المشاكل الصحية .